# Masthenahalli, Chintamani
Masthenahalli là một làng thuộc tehsil Chintamani, huyện Chikkaballapur, bang Karnataka, Ấn Độ.